# گوآکا (سانتاندر)
گوآکا (انگلیسی: Guaca, Santander) یک منطقه مسکونی در کلمبیا است.